# Eileen Mary Casey
Eileen Mary Casey (1881–1972) fue una sufragista, traductora y maestra australiana.

## Biografía
Nació el 4 de abril de 1881 en Deniliquin, Nueva Gales del Sur, Australia. Fue la primogénita del Dr. Phillip Forth Casey e Isabella Julia Agnes Raey. En abril de 1882, su padre mudó a su familia a Hay, Nueva Gales del Sur. En marzo de 1890, el trabajo de su padre llevó a la familia a Europa, donde se establecieron en Gotinga, Alemania. Eileen se hizo fluida en alemán.

## Carrera
Se inspiró en Emmeline Pankhurst a quien vio en un mitin. Después de esto, se convirtió en miembro de la Unión Social y Política de las Mujeres. Es considerada súper militante. Era 1911 cuando participó en el Window Smashing Raid de WSPU en Londres. Escapó de ser arrestada mientras más de 213 compañeras sufragistas fueron arrestadas. La WSPU dijo a las sufragistas que rompieron las ventanas que no deberían destruir los negocios en Queensland y Victoria porque las mujeres tenían derecho a votar en Australia. Al año siguiente, junto a su madre y compañera sufragista, Olive Walton, participaron en otra redada. Regresó a Inglaterra en 1951. En 1956 se convirtió en miembro de Calling All Women. Cuando se mudó a Australia en 1968, participó en la rama australiana de la Suffragette Fellowship y la Liberal Catholic Church en Inglaterra.

## Encarcelamientos
En marzo de 1912 fue encarcelada en Holloway durante cuatro meses por "daños", como el hecho de romper las ventanas de la tienda de Marshall y Snelgrove en Oxford Street. En la prisión, participó en una huelga de hambre y tuvo que ser alimentada a la fuerza, y junto con Mary Ann Hilliard y otras bordaron en secreto su nombre en The Suffragette Handkerchief justo frente a los guardias. El 17 de marzo de 1913 fue arrestada bajo el nombre de "Eleanor Cleary" por "colocar sustancias nocivas en un trabajo de caja de pilares". Fue liberada después de pagar una multa. En junio de 1913, Casey y su hija Bella apoyaron la noción de Kitty Marion de que prender fuego a la tribuna en un hipódromo en Hurst Park, Hampton Court sería (en referencia al acto de Emily Davison de arrojarse bajo el caballo del Rey en las carreras de Epsom ), un "faro más apropiado, no solo como la protesta habitual, sino en honor a la acción atrevida de nuestro camarada". En octubre de 1913 fue arrestada bajo el nombre de "Irene Casey", en Bradford fue sentenciada a tres meses y se declaró en huelga de hambre. Fue liberada bajo la Ley "Gato y Ratón". Escapó vistiéndose con ropa de hombre mientras su madre, Isabella, se vestía como Eileen. Estuvo fuera durante ocho meses cuando fue arrestada en junio de 1914 en Nottingham por posesión de explosivos. Fue sentenciada a 15 meses.